# Ancenis
Ancenis (Ankiniz in bretone, Anczeinz o Anceniz in gallo) è un comune francese di 7 850 abitanti situato nel dipartimento della Loira Atlantica nella regione dei Paesi della Loira.

## Società

### Evoluzione demografica
Abitanti censiti

## Amministrazione

### Gemellaggi
- Bad Brückenau
- Kirkham